# Pentaglottis sempervirens
Pentaglottis sempervirens (Decne.) Baill. – gatunek rośliny z monotypowego rodzaju Pentaglottis Tausch, Flora 12: 643. Nov 1829 z rodziny ogórecznikowatych (Boraginaceae). Rośnie na skrajach zarośli, w lasach w miejscach skalistych. Zasięg naturalny obejmuje Półwysep Iberyjski i południowo-zachodnią Francję, ale jako gatunek zdziczały rośnie na dużym obszarze Europy Zachodniej – sięgając na wschodzie po Włochy, Belgię i Anglię. Zawleczony został także w okolice San Francisco w Kalifornii. Roślina uprawiana jako ozdobna.

## Morfologia
PokrójBylina z pędem osiągającym 1 m wysokości, z tęgim, głęboko sięgającym korzeniem.
LiściePojedyncze, skrętoległe, sztywno owłosione.
KwiatyKwiaty 5-krotne osiągające 8–10 mm średnicy. Działki kielicha zrośnięte są tylko u nasady. Korona kwiatu z rurką powstającą w wyniku zrośnięcia płatków tylko u nasady, poza tym kołowo rozpostarta, z gardzielą zamkniętą owłosionymi osklepkami. Pręciki równe, krótsze od rurki korony – z krótkimi nitkami i pylnikami. Zalążnia górna, czterokomorowa, zwieńczona pojedynczą szyjką słupka nie wystającą z gardzieli korony.
OwoceRozłupnie rozpadające się na cztery czarne, pomarszczone rozłupki.